# Федитник Віталій Валерійович
Віта́лій Вале́рійович Феди́тник (2 липня 1988 — 16 лютого 2015) — старший сержант Збройних сил України.

## Життєвий шлях
Закінчив школу, професійно-технічне училище, пройшов військову строкову службу. Проживав у Кіровограді, з 2010 року служив за контрактом, старший сержант, старший розвідник—командир відділення 3-го окремого полку спецпризначення.
16 лютого 2015 року забезпечував вихід української колони з пораненими та загиблими з-під Дебальцева. У колоні з підсилення був лише один БТР і БМП. В районі Новогригорівки бронетранспортер був підбитий під час переїзду залізничного полотна. Віталій загинув на полі бою. Разом з ним загинув капітан 3-го полку Юрій Бутусов і військовий кореспондент ТРК «Бриз» Дмитро Лабуткін. У полон тоді потрапили п'ятеро, з них старшина Сергій Глондар та молодший сержант Олександр Коріньков перебували там 5 років.
У березні 2015-го знайдений серед загиблих. 24 березня похований у Кіровограді на Алеї Слави Рівнянського кладовища..
Без Віталія лишились дружина Наталія та син Сергій 2013 р.н.

## Нагороди та вшанування
- Указом Президента України № 436/2015 від 17 липня 2015 року — орденом «За мужність» III ступеня (посмертно)[3]